# Knoxia hookeriana
Knoxia hookeriana är en måreväxtart som först beskrevs av Reba Bhattacharjee och Debendra Bijoy Deb, och fick sitt nu gällande namn av Subba Rao och Gorti Raghawa Raghava Kumari. Knoxia hookeriana ingår i släktet Knoxia och familjen måreväxter. Inga underarter finns listade i Catalogue of Life.